# Coupe des nations de rink hockey 1960
Navigation
Coupe des nations 1959 Coupe des nations 1961
La Coupe des nations de rink hockey 1960 est la 34e édition de la compétition. La coupe se déroule en avril 1960 à Montreux.

## Déroulement
Dès février 1960, huit équipes confirment leur présence à la compétition. L'édition est dotée du challenge Lusitania au comité d'organisation présidé par Ed. Jaccoud. La compétition se déroule sous la forme d'un championnat. Chaque équipe rencontrant les sept autres une seule fois dans un match d'une durée de 40 minutes répartie en deux mi-temps.
Le tournoi se déroulant cinq semaines avant les championnats du monde, certaines sélections profitent de l'occasion afin de faire jouer de jeunes joueurs.
Les sélections du Portugal et d’Espagne sont favorites. Les Portugais comptent trois jeunes joueurs dans leur effectif. L'Italie, l'Allemagne de l'Ouest et la France présentent également des sélections nationales, tandis que la Belgique, l'Angleterre sont représentées par l'équipe vainqueuse du championnat national. Mais seulement l'Italie est annoncée comme pouvant être prétendant au titre en dehors du duo ibérique.
La sélection suisse est composée des frères Monney, de Liechti, de Laubscher et du gardien du HC Viège Amadeus Truffer. Pour ce dernier, il s'agit de sa première sélection pour une compétition internationale. Parmi les réservistes se trouvent Barbey, Mottier et Del Pedro. 
La sélection française est notamment composée de Ravilly, Boulord et Bertho. 
La sélection allemande comprend notamment Jakobi.
Le tournoi est radiodiffusé le 14 avril sur les ondes de Suisse Romande, ainsi qu'en fin de programme le 18 avril. L'évènement est couvert par Martial Blanc pour la Gazette du Lausanne.
Lors du match d'ouverture, la Belgique est « offerte en holocauste » à l'Espagne, selon les termes de la presse suisse. La Suisse profite d'une équipe d'Allemagne moins performante que les éditions précédentes afin de l'emporter, mais se fait surprendre face aux Français des « Metallo » de Nantes. Dans leur lancée, les Français tiennent têtes à l'équipe italienne. Durant leur rencontre du vendredi soir, les Suisses ne réitèrent pas leur erreur face à la France et décident d'aligner leurs meilleurs joueurs contre la Belgique. L’Espagne ne souhaite pas se faire surprendre face à l'Angleterre, elle parvient à marquer six buts contre rien lors de chacune des deux mi-temps.
La rencontre entre l'Espagne et le Portugal est décisive pour l'attribution du titre. Ayant une meilleure différence de buts au classement général, l'Espagne à l'avantage qu'en cas d'égalité, elle puisse remporter le tournoi. Au cours de la rencontre, les deux équipes marquent par deux buts : les Espagnols en ne perdant pas le match, remportent le tournoi.

## Résultats
| Rang | Équipe      | Pts | J | G | N | P | Bp | Bc | Diff |  | Résultats   |  |     |     |     |      |      |      |      |
| ---- | ----------- | --- | - | - | - | - | -- | -- | ---- |  | ----------- |  | --- | --- | --- | ---- | ---- | ---- | ---- |
| 1    | Espagne     | 20  | 7 | 6 | 1 | 0 | 50 | 6  | +44  |  | Espagne     |  | 2-2 | 1-0 | 4-0 | 15-2 | 12-0 | 10-2 | 6-0  |
| 2    | Portugal    | 20  | 7 | 6 | 1 | 0 | 52 | 13 | +39  |  | Portugal    |  |     | 3-1 | 9-3 | 11-2 | 7-4  | 10-1 | 10-0 |
| 3    | Italie      | 15  | 7 | 4 | 0 | 3 | 30 | 15 | +15  |  | Italie      |  |     |     | 1-4 | 4-2  | 9-3  | 8-1  | 7-1  |
| 4    | Montreux HC | 15  | 7 | 4 | 0 | 3 | 26 | 28 | -2   |  | Montreux HC |  |     |     |     | 3-7  | 3-2  | 6-4  | 7-1  |
| 5    | France      | 14  | 7 | 3 | 1 | 3 | 30 | 45 | -15  |  | France      |  |     |     |     |      | 6-6  | 4-2  | 7-4  |
| 6    | Angleterre  | 10  | 7 | 0 | 3 | 4 | 28 | 50 | -22  |  | Angleterre  |  |     |     |     |      |      | 7-7  | 6-6  |
| 7    | Belgique    | 9   | 7 | 0 | 2 | 5 | 19 | 47 | -28  |  | Belgique    |  |     |     |     |      |      |      | 2-2  |
| 8    | Allemagne   | 9   | 7 | 0 | 2 | 5 | 14 | 45 | -31  |  | Allemagne   |  |     |     |     |      |      |      |      |